# Chiesa della Natività di San Giovanni Battista (Avelengo)
La chiesa della Natività di San Giovanni Battista o semplicemente chiesa di San Giovanni Battista (in tedesco Kirche St. Johannes der Täufer) è la parrocchiale ad Avelengo (Hafling) in Alto Adige. Appartiene al decanato di Merano-Passiria della diocesi di Bolzano-Bressanone e risale al XIII secolo.

## Descrizione
La chiesa è un monumento sottoposto a provvedimento di vincolo col numero 15059 nella provincia autonoma di Bolzano.
Il campanile ospita 4 campane in Sol3 (Sol3, La3, Si3, Re4) elettrificate a slancio tirolese fuse da Giovanni Colbachini di Trento nel 1925.